# Мотт, Джейсон
Джейсон Луис Мотт (англ. Jason Louis Motte; родился 22 июня 1982 года в городе Порт-Гурон, Мичиган) — американский бейсболист, выступающий за клуб главной лиги бейсбола «Колорадо Рокиз». Играет на позиции питчера-клоузера.

## Карьера
Джейсон начинал как кэтчер, однако в колледже был вынужден стать питчером, после того как сломал большой палец, а также когда его процент отбивания значительно снизился.
Выбран в 19 раунде драфта 2003 года. 2 сентября был вызван в состав «Кардиналов». 3 сентября впервые появился на поле в поединке против «Аризоны» проведя в качестве реливера 1.1 иннинг, за который сделал 2 страйкаута и пропустил 1 хит. 18 сентября в поединке против «Редс» совершил свой первый сэйв.
Сезон 2009 года попробовал начать клоузером, но из-за провальной игры против «Пиратов», пропустив 4 рана, был переведён в начальные реливеры.
Стать клоузером получилось лишь в 2011 году. Клоузером он вышел и в седьмом матче против «Рэйнджеров», именно его подача стала последней в сезоне 2011 года, последней в Мировой Серии, где «Сент-Луис Кардиналс» праздновали победу.
Сезон 2012 провёл основным клоузером, совершив в регулярном чемпионате 42 сэйва.

## Стиль подач
Чаще всего использует 4-seem фастбол (ср. скорость — 97 миль/час), реже использует синкер и каттер.